# Суродеєвка
Суроде́євка (рос. Суродеевка, ерз. Суроделе) — присілок у складі Ардатовського району Мордовії, Росія. Входить до складу Каласевського сільського поселення.

## Населення
Населення — 168 осіб (2010; 232 у 2002).
Національний склад (станом на 2002 рік):
- ерзяни — 98 %